# Prawo do samoobrony
Prawo do samoobrony (ang. right of self-defense, fr. droit de légitime défense, hiszp. derecho de legítima defensa, ros. право на самооборону) – prawo do odparcia agresji przez państwo.
V Konwencja Haska z 1907 dotycząca praw i obowiązków mocarstw i osób neutralnych w razie wojny lądowej w art. 10 głosi, że nie może być uważany za czyn wrogi (ang. hostile act, fr. acte hostile) fakt, jeśli państwo neutralne użyje siły dla odparcia usiłowania naruszenia jego neutralności.
Traktat wersalski w art. 10 zobowiązywał członków Ligi Narodów szanować i chronić przed wszelką napaścią z zewnątrz obecną całość terytorialną i niezależność polityczną wszystkich członków Ligi a zatargi rozwiązywać pokojowo. Art. 12 zakazywał uciekać się do wojny przed upływem 3 miesięcy od decyzji rozjemczej lub sądowej albo sprawozdania Rady Ligi. Art. 15.7 dozwalał członkom Ligi zastrzec sobie prawo takiego działania, jakie uznają za niezbędne w obronie prawa i sprawiedliwości w sytuacji gdyby Radzie nie udało się doprowadzić do jednomyślnego przyjęcia sprawozdania przez wszystkich swych członków, poza przedstawicielami stron spór wiodących. Art. 16 uznawał członka Ligi rozpoczynającego wojnę wbrew zobowiązaniom Paktu za dopuszczającego się aktu wojennego (act of war) przeciw wszystkim członkom Ligi, zaś obowiązkiem Rady będzie zalecić poszczególnym zainteresowanym rządom, jakim kontyngentem sił wojskowych, morskich i lotniczych każdy z członków Ligi ma współdziałać w siłach zbrojnych przeznaczonych do tego, aby wymusić poszanowanie zobowiązań Ligi.
Pakt reński w art. 2 postanawiał, że Niemcy i Belgia oraz Niemcy i Francja zobowiązują się we wzajemnych stosunkach nie wszczynać napaści, nie dokonywać inwazji ani nie uciekać się do wojny z wyjątkiem skorzystania z prawa do uprawnianej obrony (legitimate defence) tzn. odparcia niesprowokowanego aktu agresji (unprovoked act of aggression) będącego pogwałceniem art. 1 Paktu reńskiego, bądź działania w myśl art. 16 Paktu Ligi bądź działania w wyniku decyzji podjętej przez Zgromadzenie lub przez Radę Ligi Narodów lub w wykonaniu artykułu 15 ustęp 7 Paktu Ligi Narodów, pod warunkiem, że w tym ostatnim przypadku działanie jest skierowane przeciwko państwu, które pierwsze zaatakowało.
Pakt Brianda-Kellogga nakazywał rezygnację z rozstrzygania sporów międzynarodowych w drodze wojny bez sprecyzowania sankcji za zlekceważenie tego zakazu.
Karta Narodów Zjednoczonych w art. 2.4 głosi, że Wszyscy członkowie powinni w swych stosunkach międzynarodowych powstrzymywać się od stosowania groźby lub użycia siły przeciw nietykalności terytorium albo niepodległości politycznej któregokolwiek państwa, lub wszelkiego innego sposobu, niezgodnego z zasadami Narodów Zjednoczonych.
Wg art. 39 Rada Bezpieczeństwa stwierdza istnienie zagrożenia lub naruszenia pokoju, bądź aktu agresji, oraz udziela zaleceń lub decyduje, jakie środki należy zastosować w myśl artykułów 41 i 42 w celu utrzymania albo przywrócenia międzynarodowego pokoju i bezpieczeństwa. Wg art. 41 może ona  zadecydować, jakie zarządzenia, nie pociągające za sobą użycia siły zbrojnej, należy zastosować dla wykonania jej decyzji, oraz może zażądać od członków Organizacji Narodów Zjednoczonych zastosowania takich środków. Artykuł 42 zezwala na użycie siły na mocy decyzji Rady, gdy uzna ona to za konieczne dla utrzymania albo przywrócenia międzynarodowego pokoju i bezpieczeństwa.
Art. 51 głosi Nic w niniejszej Karcie nie może uchybiać niepozbywalnemu prawu do samoobrony indywidualnej lub zbiorowej w przypadku napaści zbrojnej na któregokolwiek członka Narodów Zjednoczonych, zanim Rada Bezpieczeństwa nie podejmie niezbędnych zarządzeń w celu utrzymania międzynarodowego pokoju i bezpieczeństwa. Środki podjęte przez członków w wykonaniu tego prawa do samoobrony będą natychmiast podane do wiadomości Radzie Bezpieczeństwa i w niczym nie mogą uszczuplać władzy i odpowiedzialności Rady Bezpieczeństwa, wynikających z niniejszej Karty, do podejmowania w każdym czasie takiej akcji, jaką ona uzna za niezbędną do utrzymania lub przywrócenia międzynarodowego pokoju i bezpieczeństwa.
Przedmiotem ataku w tej definicji jest państwo, brak natomiast pewności czy agresorem może być wyłącznie inne państwo lub ich grupa, czy także organizacja terrorystyczna.
Art. 8 bis i 25 ust 3. bis dodane w 2010 r. do Statutu Międzynarodowego Trybunału Karnego precyzują, iż odpowiedzialność za agresję (ograniczoną do aktu, który swoim charakterem, wagą i skalą stanowi oczywiste naruszenie Karty Narodów Zjednoczonych) ponosić może wyłącznie osoba mogąca efektywnie sprawować kontrolę lub kierująca  politycznymi lub zbrojnymi działaniami państwa, co zawęża pojęcie agresora do państw. Karane jest planowanie, przygotowanie, rozpoczęcie i wykonanie agresji (planning, preparation, initiation or execution).
Warunkiem koniecznym dla podjęcia legalnej samoobrony jest uprzednie wystąpienie zbrojnej napaści. Dopuszczalność podjęcia działań przed zaistnieniem faktu zbrojnej napaści, gdy atak wydaje się być nieuchronny jest przedmiotem sporów wśród znawców zagadnienia. W każdym wypadku działania podejmowane w ramach wyprzedzającej samoobrony muszą być zgodne z kryteriami proporcjonalności i konieczności zakreślonymi w sprawie Caroline z 1837 r. W wyroku wydanym w tej sprawie sąd orzekł dopuszczalność działań w ramach samoobrony wyprzedzającej, pod warunkiem spełnienia:
1) kryterium proporcjonalności – działania obronne muszą być odpowiednie do środków zastosowanych przez agresora, a współcześnie także zgodne z międzynarodowym prawem humanitarnym, oraz
2) kryterium konieczności – zagrożenie jest nieuchronne a środki pokojowe są niewystarczające dla jego eliminacji